# 1840.
1840. je peto desetletje v 19. stoletju med letoma 1840 in 1849. 